# Acutiserolis luethjei
Acutiserolis luethjei är en kräftdjursart som först beskrevs av Johann-Wolfgang Wägele 1986.  Acutiserolis luethjei ingår i släktet Acutiserolis och familjen Serolidae. Inga underarter finns listade i Catalogue of Life.